# Фредерик (Мериленд)
Фредерик (енгл. Frederick) град је у америчкој савезној држави Мериленд.

## Демографија
По попису из 2010. године број становника је 65.239, што је 12.472 (23,6%) становника више него 2000. године.
| Група             | 2000.          | 2010.          |
| Белци             | 39.568 (75,0%) | 37.933 (58,1%) |
| Афроамериканци    | 7.777 (14,7%)  | 12.144 (18,6%) |
| Азијати           | 1.664 (3,2%)   | 3.800 (5,8%)   |
| Хиспаноамериканци | 2.533 (4,8%)   | 9.402 (14,4%)  |
| Укупно            | 52.767         | 65.239         |